# Jacquinia armillaris
Jacquinia armillaris Jacq. – gatunek roślin z rodziny pierwiosnkowatych (Primulaceae). Występuje endemicznie naturalnie na Małych Antylach, Trynidadzie i Tobago, Kolumbii, Wenezueli oraz Brazylii (w stanach Alagoas, Bahia, Ceará, Paraíba, Pernambuco, Piauí, Rio Grande do Norte, Espírito Santo i Rio de Janeiro). 

## Morfologia
PokrójZimozielony krzew dorastający do 3 m wysokości.
LiścieBlaszka liściowa jest skórzasta i ma odwrotnie jajowaty lub lancetowaty kształt, tępą nasadę i tępy wierzchołek. Ogonek liściowy jest nagi.

## Biologia i ekologia
Rośnie w formacji roślinnej zwanej restingą. Występuje na wysokości do 400 m n.p.m.